# 普雷西圣马丁
普雷西圣马丹（法語：Précy-Saint-Martin，發音：[pʁesi sɛ̃ maʁtɛ̃]）是法国奥布省的一个市镇，属于奥布河畔巴尔区。

## 地名
法语人名在日常人名译名以及《世界人名翻譯大辭典》、《法语姓名译名手册》等主流人名译名类书籍资料中多译作“马丁”，不过在《世界地名翻译大辞典》、《世界地名译名词典》和《法国地图册》等主流地名译名类书籍资料中多译作“马丹”。

## 地理
普雷西圣马丹（48°24'59"N, 4°27'1"E）面积6.57 平方千米，位于法国大東部大區奥布省，该省份为法国中北部省份，北起马恩省，西接塞纳-马恩省，西南至约讷省，东南至科多尔省，东临上马恩省。
与普雷西圣马丹接壤的市镇（或旧市镇、城区）包括：埃帕涅、莱斯蒙、普雷西圣母村、圣克里斯托夫-多迪尼库尔、圣莱热苏布列讷。
普雷西圣马丹的时区为UTC+01:00、UTC+02:00（夏令时）。

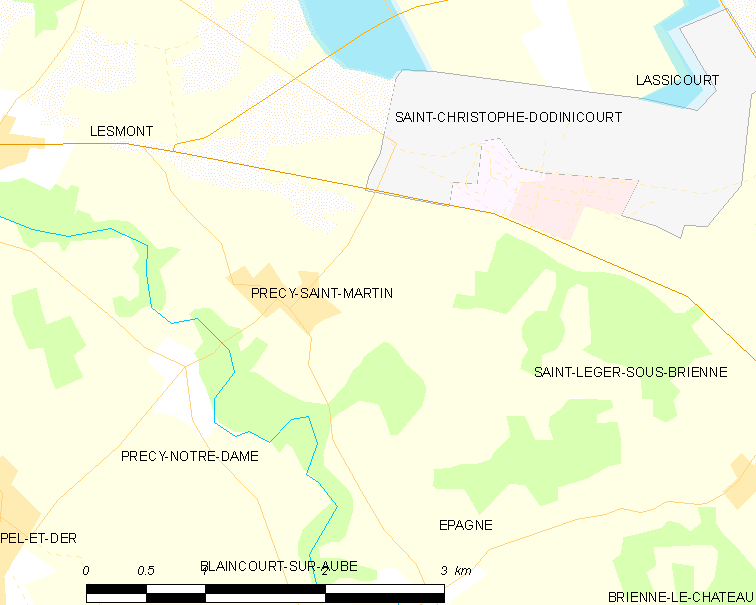
普雷西圣马丹的OSM定位图

## 行政
普雷西圣马丹的邮政编码为10500，INSEE市镇编码为10304。

## 政治
普雷西圣马丹所属的省级选区为布列讷堡县。

## 人口

1962-2008年间普雷西圣马丹人口变化图示

普雷西圣马丹于2022年1月1日时的人口数量为179人。